# Comotia convergens
Comotia convergens är en fjärilsart som beskrevs av Dyar 1919. Comotia convergens ingår i släktet Comotia och familjen mott. Inga underarter finns listade i Catalogue of Life.